# 未来シアター
『未来シアター』（みらいシアター）は、日本テレビ系列で2012年4月6日から2015年3月27日まで毎週金曜日23:30 - 23:58（JST）に放送されたバラエティ番組。
前番組『地球の最先端をスクープ!SCOOPER』に引き続き、2013年3月まではマツダの一社提供であった。2013年4月以降は、表面上は一社提供のままだがPTで週替スポンサーが1社つくようになった。提供クレジットのアナウンスはシアターということもあり、「上映します（しました）」となっている。

## 概要
劇場支配人役のMCが毎回1組の客（ゲスト）を迎え、VTRを鑑賞し、トークを繰り広げる。
VTRは、未来を創る様々な分野の「革新者」（かくしんもの）の生き方を過去の映像や独自取材・インタビュー・再現VTRを交えつつ、その人物に最もふさわしい曲とともに短くまとめたものであり、「一曲一人生」をコンセプトにしている。
MCとゲストはそのVTRを通して、自身の人生と照らし合わせながら本音を語り合う。
2014年2月28日の放送で100回を迎えた。
『金曜ロードSHOW!』延長などによる遅延はあったが、放送休止になるのは金曜日が12月31日か1月1日になった場合のみであった。
2015年3月27日をもって本番組は終了し、次番組は『NEWS ZERO』が再び28分繰り上がり、2010年4月に土曜23時枠から移動した『恋のから騒ぎ』以来5年間続いた日テレ系金曜23時台後半枠は終了となった。なお、羽鳥と小山は4月12日から開始された『キャラオケ18番』で司会を務め、2015年から2017年まで『チカラウタ』で司会を務めていた。

## MC
- 羽鳥慎一
- 小山慶一郎（NEWS）
- 加藤シゲアキ（NEWS）

## ナレーション
- 針谷桂樹

## 革新者
| 放送回数 | 放送日         | ゲスト                                                   | 主題歌 |
| -------- | -------------- | -------------------------------------------------------- | --- |
| 第1回    | 2012年4月6日   | 二木あい（フリーダイビング水中表現家）                   | DREAMS COME TRUE「何度でも」                                                                                |
| 第1回    | 2012年4月6日   | 谷口佑輔（ヘアスタイリスト）                             | GReeeeN「遥か」                                                                                             |
| 第2回    | 2012年4月13日  | 岩隈久志（シアトル・マリナーズ選手）                     | レミオロメン「もっと遠くへ」                                                                                |
| 第2回    | 2012年4月13日  | 狩野舞子（全日本女子バレーボール選手）                   | Mr.Children「終わりなき旅」                                                                                 |
| 第3回    | 2012年4月20日  | きゃりーぱみゅぱみゅ（モデル・アーティスト）             | きゃりーぱみゅぱみゅ「つけまつける」                                                                        |
| 第3回    | 2012年4月20日  | 赤星隆幸（眼科医）                                       | 絢香「みんな空の下」                                                                                        |
| 第4回    | 2012年4月27日  | 毛利友紀乃（ラーメン店店長）                             | AI「Story」                                                                                                 |
| 第4回    | 2012年4月27日  | 石橋美里（女子高生鷹匠）                                 | スピッツ「空も飛べるはず」                                                                                  |
| 第5回    | 2012年5月4日   | 上田耕士（プレス食材開発者）                             | スキマスイッチ「全力少年」                                                                                  |
| 第5回    | 2012年5月4日   | 谷村美月（女優）                                         | いきものがかり「ありがとう」                                                                                |
| 第6回    | 2012年5月11日  | 舘鼻則孝（シューズデザイナー）                           | Mr.Children「Tomorrow never knows」                                                                         |
| 第6回    | 2012年5月11日  | 上山容弘（トランポリン日本代表選手）                     | 平井堅「瞳をとじて」                                                                                        |
| 第7回    | 2012年5月18日  | 二階堂ふみ（女優）                                       | 平原綾香「My Road」                                                                                         |
| 第7回    | 2012年5月18日  | 武豊（ジョッキー）                                       | ゆず「栄光の架橋」                                                                                          |
| 第8回    | 2012年5月25日  | 諸田恵美子（モーターパラグライダーカメラマン）           | Superfly「タマシイレボリューション」                                                                        |
| 第8回    | 2012年5月25日  | DaiGo（メンタリスト）                                    | 小田和正「hello hello」                                                                                     |
| 第9回    | 2012年6月1日   | TAKAYA（花結い師）                                       | 槇原敬之「世界に一つだけの花」                                                                              |
| 第9回    | 2012年6月1日   | 成田廣文（惣菜コンサルタント）                           | 木山裕策「home」                                                                                            |
| 第10回   | 2012年6月8日   | ハーフナー・マイク（サッカー日本代表選手）               | FUNKY MONKEY BABYS「あとひとつ」                                                                            |
| 第10回   | 2012年6月8日   | 中川周士（桶職人）                                       | コブクロ「YELL〜エール〜」                                                                                  |
| 第11回   | 2012年6月15日  | 野口啓代（プロクライマー）                               | GReeeeN「Green boys」                                                                                       |
| 第11回   | 2012年6月15日  | 村林孝夫（白黒写真修復師）                               | BEGIN「涙そうそう」                                                                                         |
| 第12回   | 2012年6月22日  | 茶圓勝彦（砂像彫刻家）                                   | 福山雅治「虹」                                                                                              |
| 第12回   | 2012年6月22日  | 村瀬治比古（大阪府立大学工学研究科教授）                 | 玉置浩二「田園」                                                                                            |
| 第13回   | 2012年6月29日  | 金城浩二（サンゴ造礁人）                                 | B'z「熱き鼓動の果て」                                                                                       |
| 第13回   | 2012年6月29日  | 西堀耕太郎（和傘職人）                                   | 中島みゆき「時代」                                                                                          |
| 第14回   | 2012年7月6日   | 吉田沙保里（女子レスリング選手）                         | FUNKY MONKEY BABYS「涙」                                                                                    |
| 第14回   | 2012年7月6日   | 三宅宏実（女子ウェイトリフティング選手）                 | レミオロメン「3月9日」                                                                                      |
| 第15回   | 2012年7月13日  | 蜷川実花（フォトグラファー）                             | 東京事変「閃光少女」                                                                                        |
| 第15回   | 2012年7月13日  | 五十嵐美幸（中華料理人）                                 | 松任谷由実「やさしさに包まれたなら」                                                                        |
| 第16回   | 2012年7月20日  | 菅野敬一（職人）                                         | 山下達郎「希望という名の光」                                                                                |
| 第16回   | 2012年7月20日  | 渡邉洋子（名古屋動物医療センター職員）                   | Kiroro「未来へ」                                                                                            |
| 第17回   | 2012年7月27日  | 河野太一（高校生漁師）                                   | 井上陽水「少年時代」                                                                                        |
| 第17回   | 2012年7月27日  | 山北由香（バルーンアーティスト）                         | 今井美樹「PIECE OF MY WISH」                                                                                |
| 第18回   | 2012年8月3日   | 伊藤慎一（ウイングスーツフライング）                     | 絢香「夢を味方に」                                                                                          |
| 第18回   | 2012年8月3日   | さとうたけし（ライブペインター）                         | MONKEY MAJIK「Headlight」                                                                                   |
| 第19回   | 2012年8月10日  | 猪俣紗奈子（アルティメット日本代表選手）                 | いきものがかり「なくもんか」                                                                                |
| 第19回   | 2012年8月10日  | 鍵井靖章（水中写真家）                                   | Mr.Children「GIFT」                                                                                         |
| 第20回   | 2012年8月17日  | 上山容弘（トランポリン日本代表選手）                     | 平井堅「瞳をとじて」                                                                                        |
| 第21回   | 2012年8月24日  | 伊勢谷友介（俳優）                                       | ケツメイシ「出会いのかけら」                                                                                |
| 第21回   | 2012年8月24日  | 中山みどり（フェルトアート作家）                         | I WiSH「明日への扉」                                                                                        |
| 第22回   | 2012年8月31日  | 塩田眞（獣医）                                           | AI「Believe」                                                                                               |
| 第22回   | 2012年8月31日  | 深堀隆介（金魚絵師）                                     | 秦基博「鱗」                                                                                                |
| 第23回   | 2012年9月7日   | 大園英樹（デニム職人）                                   | ウルフルズ「笑えれば」                                                                                      |
| 第23回   | 2012年9月7日   | 西川美和（映画監督）                                     | BEGIN「誓い」                                                                                               |
| 第24回   | 2012年9月14日  | 篠宮龍三（プロフリーダイバー）                           | DREAMS COME TRUE feat. FUZZY CONTROL「その先へ」                                                            |
| 第24回   | 2012年9月14日  | 山下朝史（パリ在住の日本野菜農家）                       | スガシカオ「春夏秋冬」                                                                                      |
| 第25回   | 2012年9月21日  | 沖野敦郎（義肢装具士）                                   | Aqua Timez「虹」                                                                                            |
| 第25回   | 2012年9月21日  | 鮫島弘子（デザイナー）                                   | Bank Band「to U」                                                                                           |
| 第26回   | 2012年9月28日  | 平常（人形劇俳優）                                       | 槇原敬之「僕が一番欲しかったもの」                                                                          |
| 第26回   | 2012年9月28日  | 三宅宏実（ウエイトリフティング選手）                     | レミオロメン「3月9日」                                                                                      |
| 第27回   | 2012年10月5日  | CHIHARU（モデル）                                        | YUI「Tomorrow's way」                                                                                       |
| 第27回   | 2012年10月5日  | 鏑木毅（トレイルランナー）                               | ナオト・インティライミ「Brave」                                                                             |
| 第28回   | 2012年10月12日 | 瀬尻稜（スケートボーダー）                               | 桑田佳祐「明日晴れるかな」                                                                                  |
| 第28回   | 2012年10月12日 | 前野博紀（華道家）                                       | コブクロ「ここにしか咲かない花」                                                                            |
| 第29回   | 2012年10月19日 | 増田セバスチャン（アートディレクター）                   | Perfume「Dream Fighter」                                                                                    |
| 第29回   | 2012年10月19日 | 工藤和美（建築家）                                       | 一青窈「ハナミズキ」                                                                                        |
| 第30回   | 2012年10月26日 | 伊藤慎一（ウイングスーツフライング）                     | 絢香「夢を味方に」                                                                                          |
| 第30回   | 2012年10月26日 | 伊藤智也（車椅子ランナー）                               | EXILE ATSUSHI「いつかきっと…」                                                                              |
| 第31回   | 2012年11月2日  | 松島義典（ホテル製菓料理長）                             | JAMOSA「何かひとつ feat. JAY'ED & 若旦那」                                                                  |
| 第31回   | 2012年11月2日  | HIDEBOH（タップダンサー）                                | 小田和正「キラキラ」                                                                                        |
| 第32回   | 2012年11月9日  | 石垣幸二（海の手配師）                                   | ゆず「みらい」                                                                                              |
| 第32回   | 2012年11月9日  | 福田光男（医療針開発者）                                 | 松任谷由実「守ってあげたい」                                                                                |
| 第33回   | 2012年11月16日 | ふくだあかり（釣り師、タレント）                         | アンジェラ・アキ「たしかに」                                                                                |
| 第33回   | 2012年11月16日 | 龍順之助（整形外科医）                                   | GReeeeN「pride」                                                                                            |
| 第34回   | 2012年11月23日 | 五十嵐カノア（プロサーファー）                           | スキマスイッチ「ゴールデンタイムラバー」                                                                    |
| 第34回   | 2012年11月23日 | 田中彰孝（劇団四季俳優）                                 | Mr.Children「蘇生」                                                                                         |
| 第35回   | 2012年11月30日 | 蒼山日菜（切り絵作家）                                   | JUJU「奇跡を望むなら...」                                                                                   |
| 第35回   | 2012年11月30日 | 岡本知高（ソプラニスタ）                                 | 福山雅治「道標」                                                                                            |
| 第36回   | 2012年12月7日  | 佐々木元（BMXライダー）                                  | ナオト・インティライミ「Message」                                                                           |
| 第36回   | 2012年12月7日  | 大和田哲男（CAS冷凍技術開発者）                          | 桑田佳祐「明日へのマーチ」                                                                                  |
| 第37回   | 2012年12月14日 | 重松健（ドラッグレーサー）                               | エレファントカシマシ「戦う男」                                                                              |
| 第37回   | 2012年12月14日 | 小松美羽（銅版画家）                                     | 宇多田ヒカル「COLORS」                                                                                      |
| 第38回   | 2012年12月21日 | 山本佳司（サッカー監督）                                 | CHARCOAL FILTER「Brand-New Myself 〜僕にできること」                                                        |
| 第38回   | 2012年12月21日 | 水谷孝次（アートディレクター）                           | FUNKY MONKEY BABYS「希望の唄」                                                                              |
| 第39回   | 2012年12月28日 | 有吉弘行                                                 | |
| 第39回   | 2012年12月28日 | チュートリアル                                           | |
| 第39回   | 2012年12月28日 | SHELLY                                                   | |
| 第39回   | 2012年12月28日 | 千原ジュニア                                             | |
| 第39回   | 2012年12月28日 | 阿部サダヲ                                               | |
| 第39回   | 2012年12月28日 | 日村勇紀                                                 | |
| 第39回   | 2012年12月28日 | 小山慶一郎・加藤シゲアキ・手越祐也・増田貴久             | |
| 第39回   | 2012年12月28日 | サバンナ                                                 | |
| 第39回   | 2012年12月28日 | 高橋克実                                                 | |
| 第39回   | 2012年12月28日 | ハリセンボン                                             | |
| 第39回   | 2012年12月28日 | 樹木希林                                                 | |
| 第40回   | 2013年1月4日   | 田中ひとみ（デザイナー）                                 | YUKI「ドラマチック」                                                                                        |
| 第40回   | 2013年1月4日   | TAKAHIRO（ダンサー）                                     | ケツメイシ「旅人」                                                                                          |
| 第41回   | 2013年1月11日  | 熊倉純一（空師）                                         | 小田和正「グッバイ」                                                                                        |
| 第41回   | 2013年1月11日  | 清野玲子（ビーガンカフェプロデューサー）                 | 絢香「I believe」                                                                                           |
| 第42回   | 2013年1月18日  | 中村佑介（イラストレーター）                             | ASIAN KUNG-FU GENERATION「リライト」                                                                        |
| 第42回   | 2013年1月18日  | 水野浩行（MODECOバッグデザイナー）                       | Mr.Children「innocent world」                                                                               |
| 第43回   | 2013年1月25日  | 河原成美（博多一風堂主人）                               | Superfly「Rollin' Days」                                                                                    |
| 第43回   | 2013年1月25日  | 神風(ZiNEZ)（フリースタイルバスケットボーラー）          | 尾崎豊「僕が僕であるために」                                                                                |
| 第44回   | 2013年2月1日   | 大城智之（ネイルアーティスト）                           | 平井堅「POP STAR」                                                                                          |
| 第44回   | 2013年2月1日   | 竹田正俊（心臓シミュレーター開発リーダー）               | ゆず「Hey和」                                                                                               |
| 第45回   | 2013年2月8日   | 原田窓香（リュージュ選手）                               | 西野カナ「君って」                                                                                          |
| 第45回   | 2013年2月8日   | 田中英二（桐たんす職人）                                 | 山下達郎「僕らの夏の夢」                                                                                    |
| 第46回   | 2013年2月15日  | 井出祐昭（サウンド・スペース・コンポーザー）             | スキマスイッチ「ボクノート」                                                                                |
| 第46回   | 2013年2月15日  | 家入レオ（シンガーソングライター）                       | 家入レオ「Shine」                                                                                           |
| 第47回   | 2013年2月22日  | 倖田來未（アーティスト）                                 | 倖田來未「walk」                                                                                            |
| 第47回   | 2013年2月22日  | 平田浩一（氷彫刻師）                                     | コブクロ「時の足音」                                                                                        |
| 第48回   | 2013年3月1日   | 土屋國男（土屋鞄製造所創業者）                           | Mr.Children「彩り」                                                                                         |
| 第48回   | 2013年3月1日   | 小林幸司（イタリア料理人）                               | 竹内まりや「毎日がスペシャル」                                                                              |
| 第49回   | 2013年3月8日   | 原田裕子（木版画師）                                     | 渡辺美里「My Revolution」                                                                                   |
| 第49回   | 2013年3月8日   | 山本俊政（好適環境水開発者）                             | GReeeeN「歩み」                                                                                             |
| 第50回   | 2013年3月15日  | ジェシカ（ダンサー）                                     | 槇原敬之「遠く遠く」                                                                                        |
| 第50回   | 2013年3月15日  | 大棟耕介（ホスピタルクラウン）                           | ゆず「スマイル」                                                                                            |
| 第51回   | 2013年3月22日  | Daichi（ヒューマンビートボクサー）                       | 坂本九「上を向いて歩こう」                                                                                  |
| 第51回   | 2013年3月22日  | 齋藤慶輔（猛禽類専門獣医師）                             | 19「果てのない道」                                                                                          |
| 第52回   | 2013年3月29日  | 山本基（塩の芸術家）                                     | 桑田佳祐「愛しい人へ捧ぐ歌」                                                                                |
| 第52回   | 2013年3月29日  | 宇佐美貴史（プロサッカー選手）                           | DREAMS COME TRUE「未来予想図II」                                                                            |
| 第53回   | 2013年4月5日   | 井上正人（佐世保市場社長）                               | B'z「ONE」                                                                                                  |
| 第53回   | 2013年4月5日   | 塩田政利（液体ガラス開発者）                             | Superfly「やさしい気持ちで」                                                                                |
| 第54回   | 2013年4月12日  | 角野友基（スノーボーダー）                               | いきものがかり「いつだって僕らは」                                                                          |
| 第54回   | 2013年4月12日  | 松本尚（救急外傷外科医）                                 | 中島みゆき「銀の龍の背に乗って」                                                                            |
| 第55回   | 2013年4月19日  | 宮坂雅博（星景写真家）                                   | 平井堅&坂本九「見上げてごらん夜の星を」                                                                     |
| 第55回   | 2013年4月19日  | 天本正乃（小児科医）                                     | Mr.Children「365日」                                                                                        |
| 第56回   | 2013年4月26日  | 山本純子（クラッシュドアイス選手）                       | コブクロ「轍-わだち-」                                                                                      |
| 第56回   | 2013年4月26日  | 吉村芳生（鉛筆画家）                                     | 佐野元春「SOMEDAY」                                                                                         |
| 第57回   | 2013年5月3日   | 高橋建志（細渕電球社長）                                 | スピッツ「ルキンフォー」                                                                                    |
| 第57回   | 2013年5月3日   | 望月正彦（三陸鉄道社長）                                 | ケツメイシ「トレイン」                                                                                      |
| 第58回   | 2013年5月10日  | 諫山創（漫画家）                                         | UVERworld「7th Trigger」                                                                                    |
| 第58回   | 2013年5月10日  | 久保田五十一＆渡邉孝博（バット職人）                     | GReeeeN「扉」                                                                                               |
| 第59回   | 2013年5月17日  | 野崎舞夏星（女子相撲選手）                               | miwa「don't cry anymore」                                                                                   |
| 第59回   | 2013年5月17日  | 本道佳子（湯島食堂シェフ）                               | 高橋優「福笑い」                                                                                            |
| 第60回   | 2013年5月24日  | 鈴木大助（FMXライダー）                                  | BUMP OF CHICKEN「友達の唄」                                                                                 |
| 第60回   | 2013年5月24日  | 能津喜代房（遺影写真家）                                 | 桑田佳祐「君にサヨナラを」                                                                                  |
| 第61回   | 2013年5月31日  | 柘植伊佐夫（人物デザイナー）                             | 槇原敬之「Curtain Call」                                                                                    |
| 第61回   | 2013年5月31日  | 蒲池勝（有田焼プロデューサー）                           | ゆず「REASON」                                                                                              |
| 第62回   | 2013年6月7日   | 西村樹里（NFLチアリーダー）                              | Superfly「Hi-Five」                                                                                         |
| 第62回   | 2013年6月7日   | 小橋建太（プロレスラー）                                 | チューリップ「青春の影」                                                                                    |
| 第63回   | 2013年6月14日  | 田中彩子（アニバーサリープランナー）                     | 木村カエラ「Butterfly」                                                                                     |
| 第63回   | 2013年6月14日  | おきみちよ（カービングアーティスト）                     | 絢香「笑顔のキャンバス」                                                                                    |
| 第64回   | 2013年6月21日  | まつ乃家栄太朗（女形芸者）                               | ウルフルズ「かわいい人」                                                                                    |
| 第64回   | 2013年6月21日  | ロボットのぞみ（パフォーマー）                           | アンジェラ・アキ「手紙 〜拝啓 十五の君へ〜」                                                                |
| 第65回   | 2013年6月28日  | 能作克治（鋳物職人）                                     | FUNKY MONKEY BABYS「悲しみなんて笑い飛ばせ」                                                                |
| 第65回   | 2013年6月28日  | 中里保子（万華鏡作家）                                   | Perfume「MY COLOR」                                                                                         |
| 第66回   | 2013年7月5日   | 新海誠（アニメ監督）                                     | flumpool「Over the rain 〜ひかりの橋〜」                                                                    |
| 第66回   | 2013年7月5日   | 赤井英和（近畿大学ボクシング部総監督）                   | HOUND DOG「ff (フォルティシモ)」                                                                            |
| 第67回   | 2013年7月12日  | 竹内繁春（サンプル職人）                                 | GReeeeN「キセキ」                                                                                           |
| 第67回   | 2013年7月12日  | 山岡セイコウ（iPhone・iPadアーティスト）                 | コブクロ「蕾」                                                                                              |
| 第68回   | 2013年7月19日  | 佐々木大輔（スキーベースジャンパー）                     | いきものがかり「風が吹いている」                                                                            |
| 第68回   | 2013年7月19日  | 木村英智（アートアクアリスト）                           | サザンオールスターズ「素敵な夢を叶えましょう」                                                              |
| 第69回   | 2013年7月26日  | 川合章（染色加工職人）                                   | ナオト・インティライミ「Life pallet」                                                                       |
| 第69回   | 2013年7月26日  | 清水幸雄（宝石研磨士）                                   | MIYA&YAMI「神様の宝石でできた島」                                                                           |
| 第70回   | 2013年8月2日   | ナガタタケシ・モンノカヅエ（TOCHKA）                     | miwa「Delight」                                                                                             |
| 第70回   | 2013年8月2日   | 金沢健児（阪神園芸）                                     | CHAGE and ASKA「太陽と埃の中で」                                                                            |
| 第71回   | 2013年8月9日   | 赤井勝（花人）                                           | Superfly「愛をこめて花束を」                                                                                |
| 第71回   | 2013年8月9日   | 岡村剛一郎（段ボールクリエイター）                       | ゆず「マイライフ」                                                                                          |
| 第72回   | 2013年8月16日  | 石附浩太郎（かき氷屋「埜庵」店主）                       | スキマスイッチ「ガラナ」                                                                                    |
| 第72回   | 2013年8月16日  | 宮本哲也（数学塾講師）                                   | AI「ハピネス」                                                                                              |
| 第73回   | 2013年8月23日  | 和田淳（アニメーション作家）                             | 井上陽水「夢の中へ」                                                                                        |
| 第73回   | 2013年8月23日  | 原田美砂（帽子デザイナー）                               | Bank Band「糸」                                                                                             |
| 第74回   | 2013年8月30日  | 末政実緒（MTBプロライダー）                              | 絢香×コブクロ「WINDING ROAD」                                                                               |
| 第74回   | 2013年8月30日  | 山内兄弟（浩行・俊幸）（花火師）                         | SEKAI NO OWARI「スターライトパレード」                                                                      |
| 第75回   | 2013年9月6日   | 岩倉真紀子（ダンス部顧問）                               | FLOW「GO!!!」                                                                                               |
| 第75回   | 2013年9月6日   | 栗田貴子（チョークアーティスト）                         | 大塚愛「ユメクイ」                                                                                          |
| 第76回   | 2013年9月13日  | 城所ケイジ（チェーンソーアーティスト）                   | 桑田佳祐「Let's try again ～kuwata keisuke ver.～」                                                         |
| 第76回   | 2013年9月13日  | 武石麗子（高齢者専門ブティックオーナー）                 | 竹内まりや「輝く女性よ!」                                                                                   |
| 第77回   | 2013年9月20日  | 平澤慎也（シンクロアーティスト）                         | Mr.Children「擬態」                                                                                         |
| 第77回   | 2013年9月20日  | 日野晃博（ゲームクリエイター）                           | THE BLUE HEARTS「夢」                                                                                       |
| 第78回   | 2013年9月27日  | ひびのこづえ（コスチュームアーティスト）                 | 中島美嘉「LIFE」                                                                                            |
| 第78回   | 2013年9月27日  | 森山開次（ダンサー）                                     | 秦基博「グッバイ・アイザック」                                                                              |
| 第79回   | 2013年10月4日  | 大竹夏紀（ろうけつ染めアーティスト）                     | 加藤ミリヤ「Beautiful」                                                                                     |
| 第79回   | 2013年10月4日  | 白石和彌（映画監督）                                     | 美空ひばり「愛燦燦」                                                                                        |
| 第80回   | 2013年10月11日 | 樋口裕師（焼肉ゆうじ店主）                               | 奥田民生「愛のために」                                                                                      |
| 第80回   | 2013年10月11日 | 玉井博文（ロボット開発者）                               | back number「青い春」                                                                                       |
| 第81回   | 2013年10月18日 | 岡島麻衣子（工学博士）                                   | Superfly「Wildflower」                                                                                      |
| 第81回   | 2013年10月18日 | 松本董生（服直し）                                       | かりゆし58「オワリはじまり」                                                                                |
| 第82回   | 2013年10月25日 | 村上茉愛（体操選手）                                     | いきものがかり「ブルーバード」                                                                              |
| 第82回   | 2013年10月25日 | 木村沙織（バレーボール全日本女子キャプテン）             | Mr.Children「星になれたら」                                                                                 |
| 第83回   | 2013年11月1日  | 米田大輔（プロBMXライダー）                              | BUMP OF CHICKEN「ダイヤモンド」                                                                             |
| 第83回   | 2013年11月1日  | 吉村学（出前医師）                                       | 絢香「おかえり」                                                                                            |
| 第84回   | 2013年11月8日  | 福田恭巳（スラックラインライダー）                       | スキマスイッチ「スフィアの羽根」                                                                            |
| 第84回   | 2013年11月8日  | 長谷川裕也（靴磨き職人）                                 | アンジェラ・アキ「輝く人」                                                                                  |
| 第85回   | 2013年11月15日 | 伊藤亀堂（墨匠）                                         | エレファントカシマシ「ハナウタ〜遠い昔からの物語〜」                                                        |
| 第85回   | 2013年11月15日 | 内田悟（レストラン専門青果店築地御厨）                   | レミオロメン「花鳥風月」                                                                                    |
| 第86回   | 2013年11月22日 | 森本千絵（アートディレクター）                           | 松任谷由実メドレー（「やさしさに包まれたなら」「Hello, my friend」 「ANNIVERSARY」「Babies are popstars」） |
| 第86回   | 2013年11月22日 | 小原聡将（プロジェットスキーライダー）                   | コブクロ「君という名の翼」                                                                                  |
| 第87回   | 2013年11月29日 | 辻口博啓（パティシエ）                                   | FUNKY MONKEY BABYS「夢」                                                                                    |
| 第87回   | 2013年11月29日 | 浅田政志（写真家）                                       | コブクロ「Million Films」                                                                                   |
| 第88回   | 2013年12月6日  | 室屋義秀（エアロバティックスパイロット）                 | 米米CLUB「浪漫飛行'07」                                                                                     |
| 第88回   | 2013年12月6日  | 佐々木浩（祇園さゝ木店主）                               | ゆず「友 〜旅立ちの時〜」                                                                                   |
| 第89回   | 2013年12月13日 | 藤井薫（大和製作所社長）                                 | スキマスイッチ「虹のレシピ」                                                                                |
| 第89回   | 2013年12月13日 | 山崎健二（東京女子医科大学心臓外科医）                   | 平原綾香「Jupiter」                                                                                         |
| 第90回   | 2013年12月20日 | 清水誠一・泰博（緑寿庵清水四代目・五代目）               | 小田和正「今日も どこかで」                                                                                 |
| 第90回   | 2013年12月20日 | AI（アーティスト）                                       | AI「ママへ」                                                                                                |
| 第91回   | 2013年12月27日 | 倖田來未                                                 | |
| 第91回   | 2013年12月27日 | ドランクドラゴン                                         | |
| 第91回   | 2013年12月27日 | 関根勤                                                   | |
| 第91回   | 2013年12月27日 | 内村光良                                                 | |
| 第91回   | 2013年12月27日 | 及川光博                                                 | |
| 第91回   | 2013年12月27日 | 勝俣州和                                                 | |
| 第91回   | 2013年12月27日 | FUJIWARA                                                 | |
| 第91回   | 2013年12月27日 | 中山秀征                                                 | |
| 第91回   | 2013年12月27日 | 剛力彩芽                                                 | |
| 第91回   | 2013年12月27日 | 設楽統                                                   | |
| 第91回   | 2013年12月27日 | 吉田沙保里                                               | |
| 第91回   | 2013年12月27日 | YOU                                                      | |
| 第91回   | 2013年12月27日 | 丸山隆平                                                 | |
| 第91回   | 2013年12月27日 | 森三中                                                   | |
| 第91回   | 2013年12月27日 | 劇団ひとり                                               | |
| 第92回   | 2014年1月3日   | 武豊（ジョッキー）                                       | ゆず「栄光の架橋」                                                                                          |
| 第92回   | 2014年1月3日   | 浜田統之（フレンチシェフ）                               | いきものがかり「心の花を咲かせよう」                                                                        |
| 第93回   | 2014年1月10日  | 内堀光康（酢ムリエ）                                     | 福山雅治「生きてる生きてく」                                                                                |
| 第93回   | 2014年1月10日  | 池田親生・三城賢士（竹あかり）                           | Superfly「輝く月のように」                                                                                  |
| 第94回   | 2014年1月17日  | 三星マナミ（スキー・ハーフパイプ選手）                   | 今井美樹「PRIDE」                                                                                           |
| 第94回   | 2014年1月17日  | 間中敏雄（日光猿軍団校長）                               | EXILE「道」                                                                                                 |
| 第95回   | 2014年1月24日  | 遠山正道（スマイルズ社長）                               | 19「水・陸・そら、無限大」                                                                                  |
| 第95回   | 2014年1月24日  | 丹野朝二（ワード絵画アーティスト）                       | ナオト・インティライミ「今のキミを忘れない」                                                                |
| 第96回   | 2014年1月31日  | 鈴木堅之（足こぎ車椅子開発者）                           | Every Little Thing「あたらしい日々」                                                                        |
| 第96回   | 2014年1月31日  | 能津喜代房（遺影写真家）                                 | 桑田佳祐「君にサヨナラを」                                                                                  |
| 第97回   | 2014年2月7日   | 鈴木あやの（ドルフィンスイマー）                         | JUJU「Be Myself」                                                                                           |
| 第97回   | 2014年2月7日   | 岩井希久子（絵画保存修復家）                             | CHEMISTRY「約束の場所」                                                                                     |
| 第98回   | 2014年2月14日  | 吉武正博（寿司職人）                                     | 矢沢永吉「ONLY ONE」                                                                                        |
| 第98回   | 2014年2月14日  | 清水崇（映画監督）                                       | たむらぱん「new world」                                                                                     |
| 第99回   | 2014年2月21日  | 大津大（獣医師）                                         | スピッツ「小さな生き物」                                                                                    |
| 第99回   | 2014年2月21日  | 児玉典彦（下関市立菊川中学校校長）                       | B'z「OCEAN」                                                                                                |
| 第100回  | 2014年2月28日  | 松本孝夫（かけつぎ職人）                                 | 平井堅「いとしき日々よ」                                                                                    |
| 第100回  | 2014年2月28日  | 深津修一（映像プロデューサー）                           | ゆず「イロトリドリ」                                                                                        |
| 第101回  | 2014年3月7日   | ワカマツタダアキ（アクセサリーデザイナー）               | SEKAI NO OWARI「ファンタジー」                                                                              |
| 第101回  | 2014年3月7日   | 小島圭史（出張料理人）                                   | レミオロメン「ありがとう」                                                                                  |
| 第102回  | 2014年3月14日  | 金平永二（内視鏡外科医）                                 | いきものがかり「笑ってたいんだ」                                                                            |
| 第102回  | 2014年3月14日  | 西村樹里（NFLチアリーダー）                              | Superfly「Hi-Five」                                                                                         |
| 第103回  | 2014年3月21日  | 小林純子（一級建築士）                                   | 植村花菜「トイレの神様」                                                                                    |
| 第103回  | 2014年3月21日  | 菊池武夫（デザイナー）                                   | THE BLUE HEARTS「1000のバイオリン」                                                                         |
| 第104回  | 2014年3月28日  | 尾崎浩司（日東製鋼）                                     | BUMP OF CHICKEN「sailing day」                                                                              |
| 第104回  | 2014年3月28日  | 新田佳浩（障害者クロスカントリースキー選手）             | ケツメイシ「ライフ・イズ・ビューティフル」                                                                  |
| 第105回  | 2014年4月4日   | 中野昭吾・勇人（料理人）                                 | ゆず「背中」                                                                                                |
| 第105回  | 2014年4月4日   | 田中朋広（パン職人）                                     | FUNKY MONKEY BABYS「走りだそう」                                                                            |
| 第106回  | 2014年4月11日  | 鈴木嘉之（コンビニスイーツ開発者）                       | 槇原敬之「どんなときも。」                                                                                  |
| 第106回  | 2014年4月11日  | 三井淳平（レゴ認定プロビルダー）                         | ケツメイシ「Make & Break」                                                                                  |
| 第107回  | 2014年4月18日  | 堀田東（フォトグラファー）                               | Mr.Children「箒星」                                                                                         |
| 第107回  | 2014年4月18日  | 河原雅彦（演出家）                                       | ET-KING「One」                                                                                              |
| 第108回  | 2014年4月25日  | 高野人母美（現役モデル&プロボクサー）                    | 川嶋あい「Promise」                                                                                         |
| 第108回  | 2014年4月25日  | 林田健一郎（整備士）                                     | EXILE「Fly away」                                                                                           |
| 第109回  | 2014年5月2日   | 荒木水都弘（鮨職人）                                     | T-BOLAN「離したくはない」                                                                                   |
| 第109回  | 2014年5月2日   | 森澤宏夫（塩職人）                                       | DREAMS COME TRUE「crystal vine」                                                                            |
| 第110回  | 2014年5月9日   | 今井月（競泳・平泳ぎ選手）                               | AAA「I4U」                                                                                                  |
| 第110回  | 2014年5月9日   | 吉岡徳仁（デザイナー）                                   | スキマスイッチ「ユリーカ」                                                                                  |
| 第111回  | 2014年5月16日  | 長谷川大樹（魚コンシェルジュ）                           | GReeeeN「ソラシド」                                                                                         |
| 第111回  | 2014年5月16日  | 古田武（クリーニング師）                                 | HY「レール」                                                                                                |
| 第112回  | 2014年5月23日  | 井浩二（チームアトム代表）                               | エレファントカシマシ「俺たちの明日」                                                                        |
| 第112回  | 2014年5月23日  | 荻野多賀子（ニュージーランド温泉旅館女将）               | いきものがかり「ハジマリノウタ〜遠い空澄んで〜」                                                            |
| 第113回  | 2014年5月30日  | 吉本桂子（高級茶プロデューサー）                         | 平原綾香「To be free」                                                                                      |
| 第113回  | 2014年5月30日  | 湊秋作（アニマルパスウェイ発案）                         | レミオロメン「明日に架かる橋」                                                                              |
| 第114回  | 2014年6月6日   | 長谷川穂積（プロボクサー）                               | シェネル「ビリーヴ」                                                                                        |
| 第114回  | 2014年6月6日   | 浅岡肇（独立時計師）                                     | THE HIGH-LOWS「胸がドキドキ」                                                                               |
| 第115回  | 2014年6月13日  | 早野実希子（美容研究家）                                 | クリス・ハート「幸せをみつけられるように」                                                                  |
| 第115回  | 2014年6月13日  | 山川幸則（ホペイロ）                                     | ケツメイシ「仲間」                                                                                          |
| 第116回  | 2014年6月20日  | 筒井良太（花火職人）                                     | チャットモンチー「きらきらひかれ」                                                                          |
| 第116回  | 2014年6月20日  | 中洞正（山地酪農家）                                     | 福山雅治「約束の丘」                                                                                        |
| 第117回  | 2014年6月27日  | 福地進（漁師）                                           | かりゆし58「心に太陽」                                                                                      |
| 第117回  | 2014年6月27日  | 森俊介（森の図書室発起人）                               | 槇原敬之「幸せの鍵を胸に」                                                                                  |
| 第118回  | 2014年7月4日   | 藤巻紗月（フィンスイミング選手）                         | miwa「キットカナウ」                                                                                        |
| 第118回  | 2014年7月4日   | 谷俊幸（照明作家）                                       | ゆず「ヒカレ」                                                                                              |
| 第119回  | 2014年7月11日  | 島田博司（和食料理人）                                   | コブクロ「ダイヤモンド」                                                                                    |
| 第119回  | 2014年7月11日  | 細尾真孝（西陣織プロデューサー）                         | 安室奈美恵「Fight Together」                                                                                |
| 第120回  | 2014年7月18日  | 前田健太（広島東洋カープ投手）                           | EXILE「NEVER LOSE」                                                                                         |
| 第120回  | 2014年7月18日  | 浅井英夫（ねじ職人）                                     | ウルフルズ「あーだこーだそーだ!」                                                                           |
| 第121回  | 2014年7月25日  | 小山美千代（ベジタブルコーディネーター）                 | YUKI「歓びの種」                                                                                            |
| 第121回  | 2014年7月25日  | 矢島里佳（「和える」代表）                               | ソナーポケット「光り」                                                                                      |
| 第122回  | 2014年8月1日   | 青森県田舎館村（田んぼアート）                           | サンボマスター「ミラクルをキミとおこしたいんです」                                                          |
| 第122回  | 2014年8月1日   | 多田鐸介（クリニカルフードプロデューサー）               | いきものがかり「笑顔」                                                                                      |
| 第123回  | 2014年8月8日   | 稲嶺盛吉（琉球ガラス職人）                               | THE HIGH-LOWS「チェンジングマン」                                                                           |
| 第123回  | 2014年8月8日   | 時倉宗大・藤田洋介（サイクルサッカー選手）               | GReeeeN「絆」                                                                                               |
| 第124回  | 2014年8月15日  | ロギール・アウテンボーガルト（オランダ人和紙作家）       | 桑田佳祐「100万年の幸せ!!」                                                                                 |
| 第124回  | 2014年8月15日  | 中村睦子（花職人）                                       | 絢香「繋がる心」                                                                                            |
| 第125回  | 2014年8月22日  | 北村麻子（ねぶた師）                                     | Every Little Thing「START」                                                                                 |
| 第125回  | 2014年8月22日  | 田中秀樹（うなぎ種苗生産研究者）                         | SEAMO「Continue」                                                                                           |
| 第126回  | 2014年8月29日  | 梅原大吾（フリーター）                                   | ORANGE RANGE「ミチシルベ〜a road home〜」                                                                   |
| 第126回  | 2014年8月29日  | 秦基博（シンガーソングライター）                         | 秦基博「アイ」                                                                                              |
| 第127回  | 2014年9月5日   | 鈴木亮平（俳優）                                         | ET-KING「手」                                                                                               |
| 第127回  | 2014年9月5日   | 四ツ柳高敏（形成外科医）                                 | ゆず「雨のち晴レルヤ」                                                                                      |
| 第128回  | 2014年9月12日  | 池透暢（ウィルチェアーラグビー日本代表）                 | flumpool「reboot〜あきらめない詩〜」                                                                        |
| 第128回  | 2014年9月12日  | 三和由香利（ヨガ世界チャンピオン）                       | DREAMS COME TRUE「AGAIN」                                                                                   |
| 第129回  | 2014年9月19日  | 三浦雅之（農業家）                                       | 中孝介「種をまく日々」                                                                                      |
| 第129回  | 2014年9月19日  | 島田旭緒（義肢装具士）                                   | FUNKY MONKEY BABYS「幸せを抱きしめよう」                                                                    |
| 第130回  | 2014年9月26日  | 手塚一志（パフォーマンスコーディネーター）               | Mr.Children「HERO」                                                                                         |
| 第130回  | 2014年9月26日  | 山本千織（料理人）                                       | 矢井田瞳「Simple is Best」                                                                                  |
| 第131回  | 2014年10月3日  | 浅井美紀（水滴写真家）                                   | 絢香「THIS IS THE TIME」                                                                                    |
| 第131回  | 2014年10月3日  | 齋藤英世（ブックスドクター）                             | EXILE「EXILE PRIDE 〜こんな世界を愛するため〜」                                                             |
| 第132回  | 2014年10月10日 | 柿田智之（日本文理大学チアリーディング部「BRAVES」監督） | 高橋優「現実という名の怪物と戦う者たち」                                                                    |
| 第132回  | 2014年10月10日 | 秋元康亮（ヤオヤプラスオーナー）                         | AI「MY PLACE」                                                                                              |
| 第133回  | 2014年10月17日 | 丸田孝明（流通業）                                       | 大橋卓弥「SKY」                                                                                             |
| 第133回  | 2014年10月17日 | 天野篤（順天堂大学心臓血管外科医）                       | 小田和正「彼方」                                                                                            |

## ネット局
| 放送対象地域   | 放送局                                   | 系列                                           | 放送曜日・放送時間   | 遅れ       |
| -------------- | ---------------------------------------- | ---------------------------------------------- | -------------------- | ---------- |
| 関東広域圏     | 日本テレビ（NTV） 『未来シアター』制作局 | 日本テレビ系列                                 | 金曜日 23:30 - 23:58 | 同時ネット |
| 北海道         | 札幌テレビ（STV）                        | 日本テレビ系列                                 | 金曜日 23:30 - 23:58 | 同時ネット |
| 青森県         | 青森放送（RAB）                          | 日本テレビ系列                                 | 金曜日 23:30 - 23:58 | 同時ネット |
| 岩手県         | テレビ岩手（TVI）                        | 日本テレビ系列                                 | 金曜日 23:30 - 23:58 | 同時ネット |
| 宮城県         | ミヤギテレビ（MMT）                      | 日本テレビ系列                                 | 金曜日 23:30 - 23:58 | 同時ネット |
| 秋田県         | 秋田放送（ABS）                          | 日本テレビ系列                                 | 金曜日 23:30 - 23:58 | 同時ネット |
| 山形県         | 山形放送（YBC）                          | 日本テレビ系列                                 | 金曜日 23:30 - 23:58 | 同時ネット |
| 福島県         | 福島中央テレビ（FCT）                    | 日本テレビ系列                                 | 金曜日 23:30 - 23:58 | 同時ネット |
| 山梨県         | 山梨放送（YBS）                          | 日本テレビ系列                                 | 金曜日 23:30 - 23:58 | 同時ネット |
| 新潟県         | テレビ新潟（TeNY）                       | 日本テレビ系列                                 | 金曜日 23:30 - 23:58 | 同時ネット |
| 長野県         | テレビ信州（TSB）                        | 日本テレビ系列                                 | 金曜日 23:30 - 23:58 | 同時ネット |
| 静岡県         | 静岡第一テレビ（SDT）                    | 日本テレビ系列                                 | 金曜日 23:30 - 23:58 | 同時ネット |
| 富山県         | 北日本放送（KNB）                        | 日本テレビ系列                                 | 金曜日 23:30 - 23:58 | 同時ネット |
| 石川県         | テレビ金沢（KTK）                        | 日本テレビ系列                                 | 金曜日 23:30 - 23:58 | 同時ネット |
| 福井県         | 福井放送（FBC）                          | 日本テレビ系列／テレビ朝日系列                 | 金曜日 23:30 - 23:58 | 同時ネット |
| 中京広域圏     | 中京テレビ（CTV）                        | 日本テレビ系列                                 | 金曜日 23:30 - 23:58 | 同時ネット |
| 近畿広域圏     | 読売テレビ（ytv）                        | 日本テレビ系列                                 | 金曜日 23:30 - 23:58 | 同時ネット |
| 鳥取県・島根県 | 日本海テレビ（NKT）                      | 日本テレビ系列                                 | 金曜日 23:30 - 23:58 | 同時ネット |
| 広島県         | 広島テレビ（HTV）                        | 日本テレビ系列                                 | 金曜日 23:30 - 23:58 | 同時ネット |
| 山口県         | 山口放送（KRY）                          | 日本テレビ系列                                 | 金曜日 23:30 - 23:58 | 同時ネット |
| 徳島県         | 四国放送（JRT）                          | 日本テレビ系列                                 | 金曜日 23:30 - 23:58 | 同時ネット |
| 香川県・岡山県 | 西日本放送（RNC）                        | 日本テレビ系列                                 | 金曜日 23:30 - 23:58 | 同時ネット |
| 愛媛県         | 南海放送（RNB）                          | 日本テレビ系列                                 | 金曜日 23:30 - 23:58 | 同時ネット |
| 高知県         | 高知放送（RKC）                          | 日本テレビ系列                                 | 金曜日 23:30 - 23:58 | 同時ネット |
| 福岡県         | 福岡放送（FBS）                          | 日本テレビ系列                                 | 金曜日 23:30 - 23:58 | 同時ネット |
| 長崎県         | 長崎国際テレビ（NIB）                    | 日本テレビ系列                                 | 金曜日 23:30 - 23:58 | 同時ネット |
| 熊本県         | くまもと県民テレビ（KKT）                | 日本テレビ系列                                 | 金曜日 23:30 - 23:58 | 同時ネット |
| 大分県         | テレビ大分（TOS）                        | 日本テレビ系列／フジテレビ系列                 | 金曜日 23:30 - 23:58 | 同時ネット |
| 宮崎県         | テレビ宮崎（UMK）                        | フジテレビ系列／日本テレビ系列／テレビ朝日系列 | 金曜日 23:30 - 23:58 | 同時ネット |
| 鹿児島県       | 鹿児島読売テレビ（KYT）                  | 日本テレビ系列                                 | 金曜日 23:30 - 23:58 | 同時ネット |
| 沖縄県         | 沖縄テレビ（OTV）                        | フジテレビ系列                                 | 土曜日 15:55 - 16:23 | 8日遅れ    |

## スタッフ
- 企画：福士睦（2013年11月29日までは総合演出兼務）
- 演出：小江翼（2013年12月6日 - ）
- 構成：桜井慎一、近藤祐次、橋本大介、政宗史子、廿楽大輔、小山賢太郎、大井達朗、佐藤允彦、塩沢航
- TM：江村多加司
- SW：小林宏義、高野信彦、三井隆裕
- CAM：高野信彦、中村哲也、津野祐一
- MIX：中村一男
- AUD：依田真和、中山貴晴、木本文子
- VE：天内理絵、笈川太、橋詰聖仁
- 照明：高星武志
- 美術P：高野泰人
- デザイン：波多野真理
- 大道具：日野信之
- 電飾：内堀真吾
- 小道具：高橋吉彦
- 衣裳：岡崎清美
- 持道具：上田薫
- メイク：土屋裕子
- 技術協力：NiTRo、河童隊、知床ダイビング企画、ファーストハンド、ヴイ・ビジョンスタジオ、fmt（以前は、八峯テレビだった）、RAFT、テレプロ、スウィッシュジャパン、ニューテレス、バンズデコ、だだだ
- 美術協力：日テレアート
- 協力：東京オフラインセンター
- 編集：奥山雄高
- MA：高橋友樹
- タイトル：守屋健太郎
- 音効：黒田正信
- 海外コーディネーター：高野あゆ美、ナンバーワンズ
- 海外協力：GPA PARIS
- リサーチ：ビスポ、村上洋賢
- TK：大島倫子
- デスク：山本恭代
- AP：杉本美雪、齋藤恵
- ディレクター：飯塚淳一、中澤洋貴、木下昌洋、木村元継、長谷川孝、房安貢生、原田誠之、水野雅之、工藤恵司、新沢学、保阪彰史、樫出浩行、矢野明日美、広江孝吉、中野聡、鈴木孝志、清水洋、船津翔、石川直志、佐久間隆太
- 演出：笠原保志、高橋淳、野村正人、長沼昭悟
- プロデューサー：今井大輔／栄永英幸、村田聡子、本橋由美子、上原敏明、切替愛（切替→以前はAP）
- 統括プロデューサー：糸井聖一
- チーフプロデューサー：安岡喜郎
- 制作協力：passion、ZIPPY PRODUCTION、U-FIELD
- 製作著作：日本テレビ

### 過去のスタッフ
- 編成：稲垣眞一、鈴木淳一、佐藤俊之（以前は営業推進→離脱）、炭谷宗佑
- 営業推進：東井文太、清水美菜子、夏目充博
- 宣伝：斉藤由美
- TK：本田浩子
- AP：向井美科、鈴木麻美、井手茶智
- プロデューサー：竹村薫、島田勇夫
- 制作協力：日企